# دنیل سیولی
دنیل سیولی (اسپانیایی: Daniel Scioli‎؛ زادهٔ ۱۳ ژانویهٔ ۱۹۵۷) یک سیاست‌مدار، بازرگان، و ورزشکار اهل آرژانتین و فرماندار ایالت بوینوس آیرس است. او معاون رئیس‌جمهور، نستور کرشنر و قهرمان سابق مسابقات با قایق‌های پرقدرت و پرسرعت است و دست راستش را در یکی از همین مسابقات از دست داده‌است. او کاندیدای جناح چپ و حزب حاکم «جبهه پیروزی» در انتخابات ریاست جمهوری آرژانتین در سال ۲۰۱۵ بود که در برابر کاندیدای جناح رقیب، مائوریسیو ماکری در دور دوّم این انتخابات، مغلوب شد.